# ميدان عمر بن الخطاب
ميدان عمر بن الخطاب هو ساحة مفتوحة تقع غرب البلدة القديمة للقدس وبجانب باب الخليل، ويعد الميدان من أهم الساحات الأثرية في المدينة. وسمي بهذا الاسم نسبة الى الخليفة عمر بن الخطاب.

## تاريخه
دخل الخليفة عمر بن الخطاب من هذا الميدان عندما جاء فاتحاً لمدينة القدس عبر طريقه من جبل المكبر وصولاً لكنيسة القيامة من هذا الميدان لذا سمي باسمه. ويقال أيضاً ان السلطان عبد الحميد الثاني قام بعمل فتحة في الميدان مكان وجود العلم التركي وذلك لإن الإمبراطور الألماني ويليام الثاني وزوجته رفضا الدخول من تحت العلم التركي خلال زيارتهم لمدينة القدس عام 1898، حيث أقام الإمبراطور في فندق الإمبريال في باب الخليل.

## موقعه
يقع الميدان بجانب باب الخليل أو ما يعرف بباب يافا، ويوجد على يمينه القلعة الاثرية وقشلة القدس وخندق يعود للفترة الأيوبية، وعلى يساره وقف تختلف الرواية فيه، فالأولى تقول أنه لعائلة الصافوطي وبه قبران لمهندسين اثنين أعدمهم سليمان القانوني، والرواية الثانية تقول أنه يعود لعائلة بوسنية بسبب طريقة بناء القبرين. ويقع بجانب الوقف فندق الإمبريال والبترا التابعين للأوقاف اليونانية، وبجانبهما البريد النمساوي وهو أقدم بريد بالقدس وأول قنصلية بريطانية أيضاً. وبالقرب منهم تقع كنيسة القيامة.

## تسريب الميدان وقرار البيع
بدأت أخبار تسريب بيع عقارات في مدينة القدس تظهر للعلن عام 2005 حيث قام المسؤول عن الشؤون المالية في البطريركية نيكولاس باباديموس ببيع وتأجير أملاك بطريركية الروم الأرثوذكس لجمعية عطريت كوهنيم الإستيطانية مقابل مليوني دولار. وفي عام 2007 لجأ المستوطنون للمحكمة العليا للمطالبة بالعقارات، وفي عام 2013 أقرت بحق المستوطنين بملكية العقار والتي تشمل متاجر وفندقين والميدان.